# Gare de Tagawa-Ita
La gare de Tagawa-Ita (田川伊田駅, Tagawa-Ita-eki) est une gare ferroviaire de la ville de Tagawa, dans la préfecture de Fukuoka au Japon. Elle est exploitée par les  compagnies JR Kyushu et Heisei Chikuho Railway.

## Situation ferroviaire
La gare de Tagawa-Ita est située au point kilométrique (PK) 27,4 km de la ligne Hitahikosan. Elle marque la fin des lignes Ita et Tagawa.

## Histoire
La gare a été inaugurée le 15 août 1895.

## Service des voyageurs

### Accueil
La gare dispose d'un bâtiment voyageurs ouvert tous les jours, avec des guichets et des automates pour l'achat de titres de transport.

### Desserte

#### Heisei Chikuho Railway
- Ligne Ita :
  - voies 1 et 2 : direction Kanada et Nōgata
- Ligne Tagawa :
  - voies 1 et 2 : direction Yukuhashi

#### JR Kyushu
- Ligne Hitahikosan :
  - voie 3 : direction Jōno et Kokura
  - voie 4 : direction Soeda